# Viorica Neculai
Viorica Neculai (născută Ilica; n. 6 februarie 1967, Vorniceni, România) este o canotoare română, laureată cu argint la Seul 1988 și la Barcelona 1992.